# 의무론 (키케로)

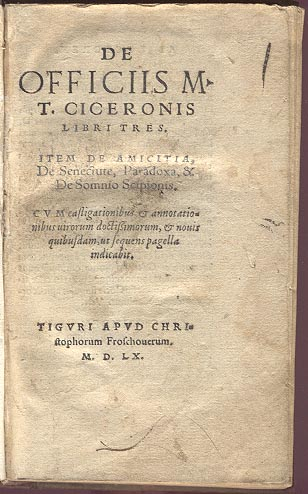

《의무론》(De Officiis)은 마르쿠스 툴리우스 키케로가 3권으로 나누어 BC 44년에 쓴 작품으로, 키케로는 도덕적 의무를 이행하고 준수하는 가장 좋은 방법에 대한 그의 개념을 설명한다. 이 작품은 명예로운 것(제1권), 자신에게 유리한 것(제2권), 명예와 사적 이익이 명백히 상충할 때 해야 할 일(제3권)에 대해 논의한다. 처음 두 권의 책에서 키케로는 스토아 철학자 파나이티오스에게 의존했지만 세 번째 책에서는 더 독립적으로 글을 썼다.

## 배경
기원전 44년 10월에서 11월 사이에 4주 이내에 작성되었다. 이것은 키케로가 살아 있는 마지막 해였으며 그는 62세였다. 이때 키케로는 여전히 정치에 참여하여 혁명 세력이 로마 공화국을 장악하는 것을 막으려 했다. 그의 노력에도 불구하고 공화제는 카이사르가 암살된 후에도 되살아나지 못했고, 키케로는 얼마 지나지 않아 암살당했다.

## 글쓰기
아테네에서 철학을 공부한 그의 아들에게 보내는 편지 형식으로 쓰여졌다. 형식으로 볼 때 키케로는 더 많은 청중을 염두에 두고 글을 썼을 가능성이 크다.
키케로는 아카데메이아, 소요학파와 스토아 학파의 영향을 받았으나, 이 작품은 스토아 철학자의 영향 파나에티오스의 영향을 보여준다. 파나에티오스는 약 80년 전에 로마에 거주한 그리스 철학자였다. 키케로는 다른 많은 출처에서 정보를 얻었지만 처음 두 권의 책에서 그는 파나에티오스의 단계를 상당히 밀접하게 따른다. 세 번째 책은 더 독립적이며 키케로는 이 주제에 대해 이전 작가들에게 빚을 지고 있다고 주장한다.
키케로는 그의 아들에게 정치뿐만 아니라 자연과 지혜를 따르라고 촉구하고 쾌락과 나태함을 경고했다. 키케로의 에세이는 그의 다른 작품들보다 훨씬 더 일화 에 크게 의존하고 있으며, 아마도 그가 급하게 썼기 때문에 그의 다른 글들보다 더 여유롭고 덜 형식적인 스타일로 쓰여졌다.

## 내용
이 작품은 무엇이 명예로운지 (제1권), 무엇이 편하고 유익한지(제2권), 명예롭고 합당한 것이 충돌할 때 해야 할 일(제3권)에 대해 논의한다. 키케로는 그들이 동일하며 충돌하는 것처럼 보일 뿐이라고 말한다. 3권에서 키케로는 자신의 생각을 표현한다.

### 1권
첫 번째 책은 그 자체로 명예로운 것을 다룬다. 그는 우리의 의무가 명예와 덕에 기초를 두고 있다는 사실을 보여준다. 덕의 네 가지 구성 요소는 진실, 정의, 불굴, 예의이며 우리의 의무는 이것들에 대한 올바른 인식에 기초한다.

### 2권
두 번째 책은 사적 이익과 삶의 향상과 관련된 의무를 확대한다. 이 책은 정치적인 발전과 부와 권력을 얻기 위해 사용되는 수단에 초점을 맞추고 있다. 인기를 얻는 명예로운 수단에는 관대함, 예의, 웅변이 포함된다.

### 3권
세 번째 책은 미덕과 편의 사이에 명백한 충돌이 있을 때 내리는 선택에 대해 설명한다. 진정한 미덕은 결코 사적인 이익과 경쟁할 수 없다. 그러므로 엄격하게 유덕하지 않다면 어떤 것도 유용하거나 유익한 것으로 간주되어서는 안 되며, 덕과 편의의 원칙이 분리되어서도 안 된다.
키케로는 유용해 보이는 것이 미덕과 경쟁하는 의심스러운 경우에 대한 몇 가지 규칙을 제안한다. 그는 어떤 상황에서 명예롭게 사적 이익을 추구할 수 있는지 조사한다. 그는 카르타고에서 평화 협상을 위해 석방된 마르쿠스 아틸리우스 레굴루스의 경우와 같은 로마 역사에서 자신의 예를 취한다.

## 주제
공공 행동의 이상을 정의하려는 시도로 특징 지어졌다. 그것은 여러 곳에서 최근 전복된 독재자 율리우스 카이사르와 그의 독재 전체를 비판한다. 키케로는 정치적 권리의 부재가 도덕적 미덕을 부패시킨다고 주장한다. 키케로는 또한과 신 모두를 다스리는 자연법에 대해 이야기한다.

## 유산
작품의 유산은 깊다. 기독교 작품은 아니지만 390년에 성 암브로시우스가 사용하는 것이 합법적이라고 선언했다. 중세 시대에 도덕적 권위 가 되었다. 성 아우구스티누스, 그리고 성 토마스 아퀴나스 등은 이에 대해 잘 알고 있는 것으로 알려져 있다. 그 중요성을 설명하기 위해 약 700개의 손으로 쓴 사본이 인쇄기가 발명되기 전으로 거슬러 올라가는 전 세계 도서관에 남아 있다.
17세기에는 영어 학교( 웨스트민스터 및 이튼)와 대학(캠브리지 및 옥스포드)에서 표준 텍스트였다. 그로티우스와 푸펜도르프에 의해 광범위하게 논의되었다. 그로티우스는 그의 주요 저서 전쟁과 평화의 법에서 의무론에 크게 의존했다. 그것은 로버트 샌더슨 과 존 로크에게 영향을 미쳤다.
18세기에 볼테르는 의무론에 대해 "아무도 이보다 더 현명한 글을 쓰지 않을 것"이라고 말했다. 프리드리히 대제는 1756년 이후로 이미 두 개의 독일어 번역본이 있었음에도 불구 하고 학자 크리스티안 가르베 에게 이 책을 매우 높이 평가하여 새로운 번역을 요청했다. 이 프로젝트는 880페이지의 추가 논평으로 이어졌다.
1885년, 페루자 시는 도시의 도서관 Augusta에서 De Officiis의 조명 필사본을 도난당하여 큰 충격을 받았다. 저명한 학자인 수석 사서인 Adamo Rossi는 원래 의심을 받았지만 오랜 행정 및 사법 조사 끝에 무죄를 선고받았다. 절도의 범인은 찾지 못했다.

## 인용
1. ↑  Marcus Tullius Cicero and P. G. Walsh. On Obligations. 2001, p. ix
2. ↑  Atkins & Griffin 1991
3. ↑  Cicero, Miller: On Duty, iii. 23
4. ↑  Dunlop 1827
5. 1 2  Miller 1913
6. 1 2 3 4 5 6 7 8 9 10 11 12 13  Dunlop 1827
7. ↑  Cicero, Grant: "Selected Works", p. 157
8. ↑  Marcus Tullius Cicero and P. G. Walsh. On Obligations. 2001, p. xxx
9. ↑  Atkins & Griffin 1991
10. ↑  Cicero, Miller: On Duty, Book III. v. 23
11. ↑  Hannis Taylor, Cicero: A Sketch of His Life and Works, A.C. McClurg & Co. 1916, p. 9
12. 1 2  John Marshall, "John Locke: Resistance, Religion, and Responsibility", Cambridge University Press, 1994, pp. 162, 164, 299
13. ↑  Cicero; Walsh: "On Obligations" pp. xliii–xliv
14. ↑  Voltaire, Cicero, Philosophical Dictionary Part 2 Orig. Published 1764

## 참고 문헌
- Atkins, E. M.; Griffin, M. T. (1991), 《Cicero: On Duties (Cambridge Texts in the History of Political Thought)》, Cambridge University Press
- Dunlop, John (1827), 《History of Roman literature from its earliest period to the Augustan age》 1, E. Littell
- Miller, Walter (1913), 《Cicero: de Officiis》, Loeb Classical Library, Harvard University Press